# Faksimile
Faksimile (lat. fac – napravi, velelnik glagola facere in simile – podobno) je kopija ali reprodukcija dokumenta, rokopisa, originalne grafike, knjige, tudi plastike in podobnih dokumentov zgodovinske vrednosti, ki je viru čim bolj podobna. Od drugih oblik reprodukcije se razlikuje po tem, da poskuša posnemati vir kar najbolj natančno v smislu obsega, vsebine, oblike, barve, formata, materiala, poškodb oz. sledov uporabe (npr. madežev, kasneje vpisanih opomb), žigov in vezave, kar se največkrat doseže z ustreznimi reprodukcijskimi in tiskarskimi tehnikami (ofsetni tisk, svetlotisk).

## Razvoj
Prvi faksimili segajo v čas, ko je bila uspešnost reproduciranja zaradi pomanjkljive tehnologije odvisna predvsem od spretnosti izvajalca, saj so jih izdelovali ročno in imajo zato običajno tudi večjo vrednost. V 18. in 19. stoletju so prišli v uporabo prosojni in kopirni papirji, napredek v izdelavi faksimilov pa je tesno povezan z napredkom v tisku. Sredi 19. stoletja se poleg fotografskega in fotomehaničnega faksimiliranja uveljavijo faksimili z dodanimi študijami in komentarji, ki so bili vezani v faksimile ali pa priloženi v samostojni knjigi. S prvimi digitaliziranimi skenerji v 70. letih 20. stoletja se je začela doba elektronskega oz. digitalnega faksimiliranja. Ročno poseganje v reprodukcijo je še vedno potrebno, posebej pri faksimiliranju iluminiranih rokopisov, ko se nanaša zlata ali srebrna kovinska barva. Digitalni faksimili na internetu ali na CD-ROM-u so povečalali dostopnost dragocenih redkih dokumentov, saj je táko faksimiliranje cenejše od dragih bibliofilskih izdaj.

## Predloge
Glavni kriterij pri izbiri predlog za faksimiliranje je unikatnost in kulturna, narodnozgodovinska ali politična pomembnost dokumenta, ki je preveč dragocen, da bi tvegali njegovo uničenje ali izgubo. Na razstavnih mestih zaradi nevarnosti kraje, požarov in nesreč faksimili nadomeščajo originale. Original je pomemben rokopis, avtorsko delo ali ročno prepisan original, tiskano delo, kadar je unikat oz. edini ohranjeni izvod ali pa vsebuje edinstvena dopolnila, pomembni so tudi redki zemljevidi in zapisi glasbenih del, iluminirani srednjeveški rokopisi, npr. Les Très riches heures du Duc de Berry, Book of Kells, Maneški rokopisi pesmi von Kürenberga in Cantigas de Santa Maria Alfonza X. Kastiljskega. Včasih pride iz želje po dokazovanju starodavne kulturne tradicije do retuširanih oz. ponarejenih faksimilov (npr. Kraljedvorski rokopis). 

## Druge oblike
- digitalni oz. elektronski faksimile: objavljeno na internetu ali na CD-ju
- bibliofilski faksimile: je oštevilčen in opremljen s potrdilom založnika, tiskarne ali knjigoveznice, da je faksimile najboljša možna reprodukcija originala, izdelan z uporabo ustreznih materialov in v omejeni nakladi, ki zagotavlja ekskluzivnost
- delni faksimile: zaradi finančnih omejitev ali posebnih zahtev naročnika so reproducirane samo določene strani oz. določene lastnosti originala; od originala lahko odstopa v obsegu, formatu, obliki strani, barvi, materialu ali drugih lastnostih
- ponatis: za predlogo ima tiskano delo, katerega naklada je razprodana ali uničena, običajno vsebuje korekture in dopolnitve, brez poškodb in pomanjkljivosti originala
- reprint: reproducira besedilo s fotografiranjem ali skeniranjem izvirnika; ker teži k popolnemu besedilu, kombinira več izvodov izvirnika, je lahko tudi retuširan in s popravljenimi tiskarskimi napakami

## Slovenske izdaje
- Poezije dóktorja Fr. Prešérna. Laibach: [J. Blasnika nasled., 1908 oz. 1909]. Faksimilirana izd. tiskarskega rokopisa iz l. 1846, ki se hrani v NUK (Ms 788).

### Monumenta Slovenica
Knjižna zbirka faksimilnih izdaj del, pomembnih za slovensko zgodovino in kulturo, pri založbi Slovenska knjiga:
- France Prešeren: Poezije Dóktorja Francéta Prešérna. Faksimili rokopisa, prve tiskane izdaje (1847). 1996 (2. izid). (COBISS)
- Stiški rokopis (1428). 1992. (COBISS)
- Brižinski spomeniki (10./11. stol.). 1992. (COBISS)
- Srednjeveški kodeksi iz Stične: XII. stoletje. 1994.(COBISS)
- Luwigana 1146. Ljubljana (1994). (COBISS)
- Ivan Dizma Florjančič de Grienfeld: Deželopisna karta vojvodine Kranjske (1744). 1994. (COBISS)
- Primož Trubar: Register in kratka vsebina vseh slovenskih knjig, ki jih je Primož Trubar do leta 1561 dal v tisk ... (1561). 1997. (COBISS)
- Abraham Ortelius: Theatrum orbis terrarum. Faksimili zemljevidov slovenskih dežel. 1998. (COBISS)
- Ustoličevanje koroških vojvod: najstarejša upodobitev 1480. 1999. (COBISS)
- Primož Trubar: Katekizem 1550, Abecedarij 1550, Abecedarij 1555. 2000. (COBISS)

### Monumenta litterarum Slovenicarum
Knjižna zbirka pri založbi Mladinska knjiga:
- France Prešeren: Poezíje Doktarja Fr. Prešérna.1966. (COBISS)
- France Prešeren: Kerst per Savízi: povést v versih. 1967. (COBISS)
- Simon Gregorčič: Poezije 1882. 1967. (COBISS)
- Vaje. 1968. (COBISS)
- Ivan Cankar: Erotika. 1968. (COBISS)
- Biblia, tu ie, vse Svetu pismu, Stariga inu Noviga testamenta (). 1968. (COBISS)
- Krajnska čbelica. 1969. (COBISS)
- Adam Bohorič: Arcticae horulae. 1970. (COBISS)
- Primož Trubar: Catechismus. 1970 in 1990. (COBISS)
- Janez Vajkard Valvasor: Die Ehre des Hertzogthums Crain. 1970. (COBISS)
- Ivan Cankar, Dragotin Kette, Oton Župančič, Josip Murn: Pisma slovenske moderne: I-XLII: 1896-1901. 1971. (COBISS)
- oče Romuald: Škofjeloški pasijon. 1972. (COBISS)
- Jezus Sirah prevedel Jurij Dalmatin. 1974. (COBISS)
- Ivan Cankar: Hlapec Jernej in njegova pravica. 1975. (COBISS)
- Pisanice. 1977. (COBISS)
- Oton Župančič: Čez plan. 1978. (COBISS)
- Prežihov Voranc: Greh na odoru; Solzice; Gosposvetsko polje. 1979. (COBISS)
- Gregorij Alasia da Sommaripa: Slovar italijansko-slovenski, druga slovensko-italijanska in slovenska besedila. Videm 1607. 1979. (COBISS)
- Fran Levstik: Kerpàn z Verha. 1981. (COBISS)
- Primož Trubar, Jurij Dalmatin, Sebastijan Krelj: Ta celi catehismus, eni psalmi, inu teh vekshih godov, stare inu nove kèrszhanske pejsni. 1984. (COBISS)
- Fran Levstik: Pesmi. 1987. (COBISS)
- Sebastijan Krelj: Otrozhia biblia. 1987. (COBISS)
- Valentin Vodnik: Vodnikova velika pratika za leta 1795, 1796 in 1797. 1996. (COBISS)